# نادي نهضة تمسمان
نادي نهضة تمسمان أو جمعية نهضة تمسمان للرياضة هو نادي لكرة القدم من قبيلة تمسمان التى تنتمي للمجال الترابي لعمالة و إقليم الدريوش في الريف شمال المغرب، يعتبر الفريق الممثل الثاني لقبيلة تمسمان بعد جاره وغريمه التقليدي نادي جمعية تمسمان .                               تأسس النادي سنة 2017 يمارس في القسم الأول عصبة ، جهة الشرق.